# Bruno Cortini
Pour les articles homonymes, voir Cortini.
Bruno Cortini, né le 13 décembre 1943 à Rome dans la région du Latium et décédé le 29 octobre 1989 dans la même ville, est un réalisateur et scénariste italien. 
Assistant réalisateur et scénariste à ses débuts, il passe à la réalisation en 1983 avec la comédie Sapore di mare 2 - Un anno dopo, la suite de la comédie Sapore di mare de Carlo Vanzina. Il signe ensuite deux comédies pour adolescents, Giochi d'estate en 1984 et L'estate sta finendo en 1987, avant de décéder prématurément des suites d'une maladie en 1989 à l'âge de quarante-cinq ans.

## Biographie
Il débute comme assistant-réalisateur dans les années 1970 et travaille avec Giorgio Stegani,  Francesco Rosi, Massimo Dallamano, George Roy Hill, Alberto Lattuada ou Carlo Vanzina, principalement sur des comédies et des films policiers. Il écrit également quelques scénarios pour le cinéma.
En 1983, il passe seul à la réalisation avec la comédie Sapore di mare 2 - Un anno dopo, la suite de la comédie Sapore di mare de Carlo Vanzina sur laquelle il avait travaillé l'année précédente. Il signe ensuite deux comédies pour adolescents, Giochi d'estate en 1984 et L'estate sta finendo en 1987.
En 1988, il écrit et réalise la série télévisée Colletti bianchi qui raconte l'histoire d'un groupe d'employés d'une société milanaise dans les années 1980 et évoque par ce prisme diverses questions sociales, familiales, sentimentales et politiques.
Il décède prématurément l'année suivante des suites d'une maladie à l'âge de quarante-cinq ans.

## Filmographie

### Comme réalisateur

#### Au cinéma
- 1983 : Sapore di mare 2 - Un anno dopo
- 1984 : Giochi d'estate
- 1987 : L'estate sta finendo

#### À la télévision

##### Téléfilms
- 1986 : Molly'O
- 1988 : Una casa a Roma

##### Séries télévisées
- 1988 : Colletti bianchi

### Comme scénariste

#### Au cinéma
- 1976 : Un amore targato Forlì de Riccardo Sesani
- 1978 : Porci con la P.38 de Gianfranco Pagani
- 1984 : Giochi d'estate
- 1985 : Yesterday - Vacanze al mare de Claudio Risi

#### À la télévision

##### Séries télévisées
- 1988 : Colletti bianchi

### Comme assistant-réalisateur

#### Au cinéma
- 1971 : Policeman de Sergio Rossi
- 1973 : L'Héritier de Philippe Labro
- 1975 : Milano: il clan dei calabresi de Giorgio Stegani
- 1975 : Cadavres exquis (Cadaveri eccelenti) de Francesco Rosi
- 1976 : Section de choc (Quelli della calibro 38) de Massimo Dallamano
- 1979 : I Love You, je t'aime (A Little Romance) de George Roy Hill
- 1980 : La Cigale (La cicala) d'Alberto Lattuada
- 1980 : Una vacanza bestiale de Carlo Vanzina
- 1981 : I fichissimi de Carlo Vanzina
- 1982 : Grand Hotel Excelsior de Castellano et Pipolo
- 1983 : Al Bar dello sport de Francesco Massaro
- 1983 : Sapore di mare de Carlo Vanzina
- 1983 : Il ras del quartiere de Carlo Vanzina
- 1984 : Domani mi sposo de Francesco Massaro

#### À la télévision

##### Séries télévisées
- 1976 : Les Origines de la mafia (Alle origini della mafia) d'Enzo Muzii
- 1978 – 1979 : Le Retour du Saint (Return of the Saint), trois épisodes